# Ungureni (Botoșani)
Ungureni es una comuna rumana del condado de Botoșani.

## Geografía
La comuna es atravesada por el curso del río Jijia. Está ubicada en la región de la Moldavia rumana.

## Historia
Hacia comienzos del siglo XX la comuna, que por entonces estaba formaba por las localidades de Durnești, Epureni, Săpăveni, Ungureni Ciulei, Ungureni-Isăcescu, Ungureni-Jianu y Vicoleni, en el condado de Botoșani, tenía contabilizada una población de 1459 habitantes.
En la segunda mitad del siglo XX la comuna, que seguía perteneciendo al condado de Botoșani, estaba compuesta por las localidades de Ungureni, Borzești, Călugăreni, Călugărenii Noi, Durnești, Mândrești, Mihai Viteazu, Plopenii Mari, Plopenii Mici, Tăutești y Vicoleni. En el censo de 2021 la comuna tenía una población de 6096 habitantes.